# جیسون بونام
جیسون بونام (انگلیسی: Jason Bonham؛ زادهٔ ۱۵ ژوئیهٔ ۱۹۶۶) موسیقی‌دان، نوازنده درام، خواننده راک و بازیگر اهل بریتانیا است. وی از سال ۱۹۷۰ میلادی تاکنون مشغول فعالیت بوده‌است. او فرزند جان بونام درامر مطرح است.
همچنین از فیلم‌های معروف او می‌توان به بازی در فیلم ستاره راک اشاره کرد.